# 니지마 야에
니지마 야에(일본어: 新島八重, 1845년 12월 1일 ~ 1932년 6월 14일)는 일본의 간호사이자, 교육자이며, 본명은 야마모토 야에코(일본어: 山本八重子)이며, 흔히 알려진 성인 니지마(일본어: 新島)는 그녀의 두번째 남편인 니지마 조의 성을 따른 것이다. 청일 전쟁과 러일 전쟁에 종군 간호사로 참여하였다.

## 생애
무쓰국의 아이즈번에서 막부에 납품하는 총기를 제작하는 기술자인 야마모토 곤파치의 딸로 태어난 야에는 아버지로부터 총기의 제작 기술을 배워 총기 기술자로 활동하였고, 이때에 가와사키 쇼노스케와도 결혼하였다. 그러나 당시에 일어난 보신 전쟁과 그 후신으로 일어난 하코다테 전쟁에서 아이즈번이 도쿠가와 막부의 편을 들었다가 패하는 바람에 이 전쟁에 종군한 사무라이인 남편 가와사키 쇼노스케는 일본 신정부군의 포로가 되었고, 그 상태에서 1871년에 쇼노스케가 폐렴으로 사망하면서, 첫 결혼 생활이 끝나버린다. 이때 야에는 그녀의 오빠이자, 쇼노스케와 함께 종군한 사무라이인 야마모토 가쿠마와 함께 요네자와번을 거쳐 교토로 이주한다. 교토에 정착한 후에는 간호학을 공부하고 간호사가 된다. 
1876년에는 일본의 개신교 선교사이자 교육자인 니지마 조와 결혼하였고, 그가 오늘날의 도시샤 대학의 전신인 도시샤 영학교의 자매 학교인 도시샤 여학교를 설립하자 이곳에서 강사로 근무하였다. 이후 니지마 조가 1890년에 갑자기 사망하자 그의 뒤를 이어 도시샤 여학교를 이끌었다. 1895년에 조선에서 일어난 동학 농민 운동을 빌미삼아 청나라와 일본이 충돌하여 전쟁이 발발하자, 야에는 도시샤 여학교의 간호학과 학생들을 이끌고 종군간호사로 참전하였다. 1904년에는 조선에서 러시아의 영향권을 배제한다는 구실로 일본이 조선을 침공해 또다시 전쟁이 발발하자 이때도 종군간호사로 참전하였다. 이때 그녀의 모국인 일본의 적인 청나라나 러시아의 군인들을 아군인 일본군과 차별하지 않고 치료를 한 것으로 인해, 언론으로부터 영국의 간호사인 플로렌스 나이팅게일에 비유되어 화제를 모았다. 이후에는 교육 활동 등에 전념하다가 1932년에 교토에 있는 자택에서 사망하였다.

## 관련 작품
- NHK 대하드라마
  - 야에의 벚꽃 (2013년, 배우: 아야세 하루카)